# Siegfried Schaarschmidt
Siegfried Schaarschmidt (geb. 21. August 1925 in Pleißa; gest. 17. August 1998) war Übersetzer, Lyriker und Essayist mit dem Schwerpunkt japanische Literatur.

## Leben und Werk
Schaarschmidt war Lyriker, Übersetzer und Kritiker japanischer Literatur. Er verfasste zahlreiche Veröffentlichungen zur japanischen Literatur und war Herausgeber verschiedener Anthologien. Eine ganze Reihe der Schriftsteller, deren Werke er ins Deutsche übertrug, traf er persönlich und konnte in intensiven Gesprächen viel über ihre Auffassung von Literatur, ihre Denkweise und Weltsicht erfahren. So war er auch Verfasser von Autorenportraits u. a. für den Rundfunk.
Schaarschmidt erhielt am 3. November 1992 den Orden der Aufgehenden Sonne am Band – Goldene Strahlen für seine Beiträge zur Einführung in die japanische Literatur und seine Verdienste im japanisch-deutschen Kulturaustausch. – Zusammen mit Jürgen Berndt wurde er 1993 mit dem Noma-Übersetzerpreis (野間文芸翻訳賞, Noma bungei hon‘yaku-shō) ausgezeichnet. 
Zu den übersetzen Schriftstellern gehören Abe Kōbō, Betsuyaku Minoru, Ihara Saikaku, Inoue Yasushi, Katase Kazuo, Kawabata Yasunari, Mishima Yukio, Mori Ōgai, Nakagami Kenji, Nishiwaki Junzaburō, Oda Makoto, Ōe Kenzaburō, Takebe Sōchō (1761–1814), Tanikawa Shuntarō, Tsuji Yukio (1939–2000), Miyamoto Musashi.